# Crocifissione (Pianto degli Angeli)
La Crocifissione, noto anche come Pianto degli Angeli, è un affresco del XIV secolo che si trova sulla parete di fondo del refettorio dell’Oratorio di San Bartolomeo a Città della Pieve e la cui attribuzione al pittore senese Jacopo di Mino del Pellicciaio è oggi accettata senza riserve dalla critica.

## L'ubicazione dell'opera
L’Oratorio di San Bartolomeo sorge accanto alla chiesa che, eretta nel secolo XIII appena fuori le mura di Cittá della Pieve e ricostruita negli interni nella seconda metà del '700,  fu originariamente dedicata a San Francesco e venne trasformata in santuario della Madonna di Fátima nel secondo dopoguerra. In questo insediamento francescano probabilmente alloggiò il papa francese Martino IV, presente con la sua corte a Cittá della Pieve (allora chiamata Castrum Plebis o Castel della Pieve) tra il giugno e l’ottobre del 1284.
L’oratorio è di epoca anteriore alla chiesa e fu fondato dai benedettini, ma poi passó ai francescani conventuali  che lo adibirono a sala capitolare e mensa. Fu appunto per decorare il nuovo refettorio che questi frati, verso la metá del secolo XIV, commissionarono all’ artista che oggi la critica identifica con Jacopo di Mino del Pellicciaio, l’esecuzione dell'affresco della Crocifissione.

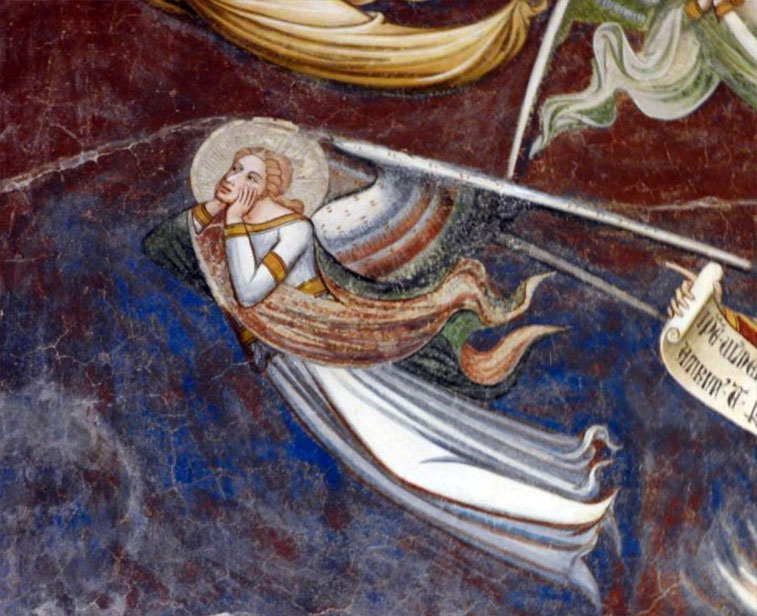
Jacopo di Mino del Pellicciaio- Crocifissione (part.), angelo dolente

## La vicenda attributiva

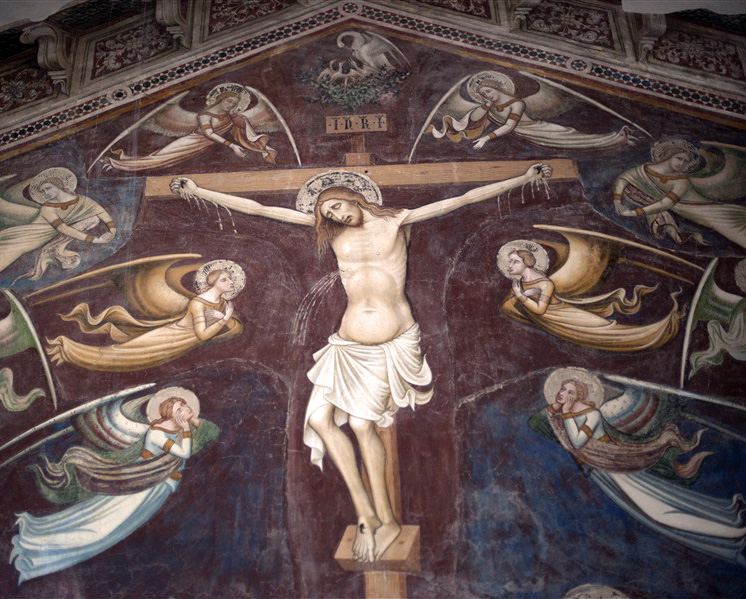
Jacopo di Mino del Pellicciaio- Crocifissione (particolare)

La storia dell’attribuzione a Jacopo di Mino del Pellicciaio dell'affresco della Crocifissione nel refettorio dell'Oratorio di San Bartolomeo a Cittá della Pieve inizia altrove e, precisamente, nella chiesa di San Francesco a Pisa. Qui, nella volta del coro, tuttora sussistono degli affreschi raffiguranti alcuni santi fondatori di ordini religiosi. Tradizionalmente tali affreschi erano stati attribuiti al pittore fiorentino Taddeo Gaddi poiché il Vasari, nelle sue “Vite”, riportava un’iscrizione sulla parete della cappella maggiore, oggi non più esistente, dove si leggeva il nome del Gaddi e la data 1342.

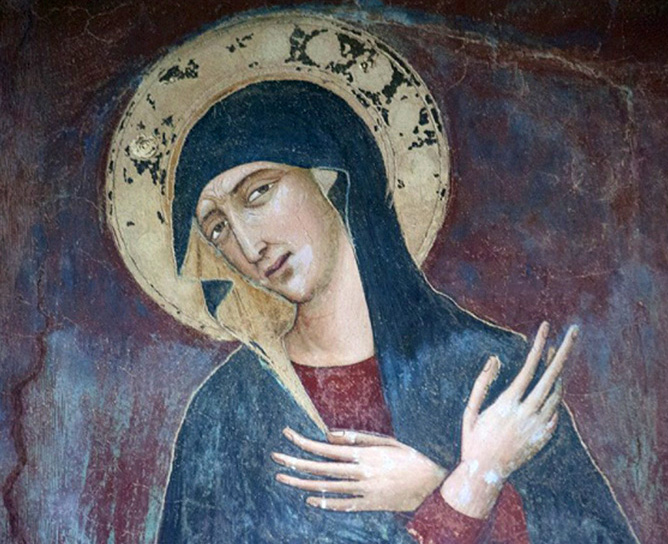
Jacopo di Mino del Pellicciaio- Crocifissione (part.), volto della Madonna

Tuttavia, come fece notare, tra i primi, il critico statunitense Richard Offner,  l’iscrizione vista dal Vasari si riferiva in realtà a dipinti del Gaddi che si trovavano sulle pareti della chiesa e di cui oggi solo restano alcune tracce, non agli affreschi della volta, che egli escludeva decisamente dal catalogo del pittore fiorentino.
Privati della paternità del Gaddi, come unanimemente accettato dalla critica dopo le osservazioni dell'Offner, gli affreschi della volta del coro di San Francesco a Pisa furono studiati da Roberto Longhi che, pur non riuscendo a dare una identitá certa al pittore, ne osservó una innegabile omogeneitá di stile con altre due opere dello stesso periodo che, evidentemente, erano state eseguite dalla medesima mano: l’affresco frammentario della Maestá oggi al Museo Diocesano d’Arte Sacra di San Miniato ed il polittico n. 58 della Pinacoteca Nazionale di Siena. Egli propose per l’ignoto autore di queste tre opere la denominazione di "Maestro degli Ordini" poiché, come già menzionato, i suddetti affreschi nella volta di San Francesco a Pisa raffiguravano santi fondatori di ordini religiosi.
In seguito, lo studioso Pier Paolo Donati amplió il numero di lavori sicuramente eseguiti dal “Maestro degli Ordini”,  attribuendogli anche alcune opere site a Città della Pieve, tra cui la Crocifissione dell'Oratorio di San Bartolomeo.
Infine, l’enigma dell'identitá del misterioso maestro veniva definitivamente risolto dallo storico dell’arte Luciano Bellosi, che lo identificó con Jacopo di Mino del Pellicciaio in base al raffronto stilistico dei suddetti dipinti attribuiti da Longhi e Donati al "Maestro degli Ordini"  con una delle uniche due opere firmate di Jacopo a noi pervenute, cioè, la Madonna col Bambino, detta Madonna del cardellino, della chiesa di S. Martino a Sarteano (datata 1342, anche se la scritta consunta potrebbe indicare una data diversa) ed altre opere dello stesso periodo pacificamente attribuite al pittore senese.
Jacopo di Mino del Pellicciaio, o Jacopo di Frate Mino, era nel suo tempo considerato uno dei maggiori pittori senesi, come lo attestano vari documenti ufficiali dell’epoca e, specialmente, un documento pistoiese del 1349 nel quale si disputava quale fosse il migliore artista da Giotto in poi e Jacopo compare tra i "maestri di Siena li quali ci sono dati per li migliori", a dimostrazione del prestigio acquisito anche fuori dei confini della città natale.

## Descrizione e stile
Il vasto e bell’ affresco, in chiaro stile gotico senese, raffigura il Cristo crocifisso, attorniato da uno stuolo di bellissimi angeli stilizzati con espressioni dolenti, tutte diverse l'una dall'altra, alla presenza della Madonna, santi e profeti e sullo sfondo di un cielo originariamente azzurro ma che, a causa dell’ossidazione del colore, con il tempo ha assunto una tonalità ramata che dona una nuova, struggente bellezza al dipinto.

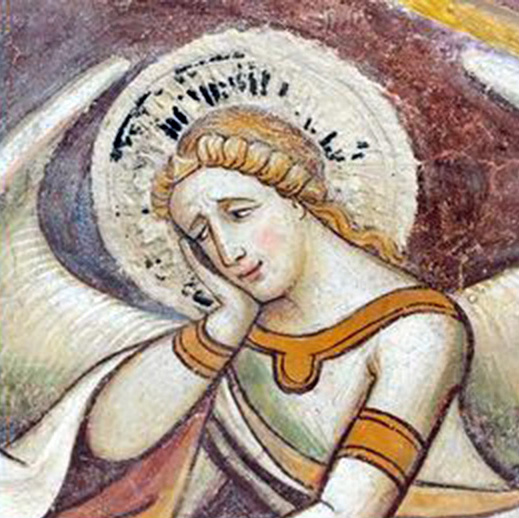
Jacopo di Mino del Pellicciaio- Crocifissione (part.), angelo dolente

Il Crocifisso rinnova la iconografia del Christus Patiens, la quale era comparsa in Italia sin dagli inizi del secolo XIII, in cui il Cristo è rappresentato con il capo reclinato sulla spalla, gli occhi chiusi e il corpo che perde la rigida frontalitá di esempi precedenti (Christus triumphans) per inarcarsi dal dolore.
Sopra la croce, é dipinto un pellicano che si squarcia il petto per nutrire i figli, immagine che si ritrova spesso nell’iconografia pittorica medievale, particolarmente associata a scene della Crocifissione. Infatti, il pellicano era considerato il simbolo di amore per il prossimo, derivando tale simbologia dal fatto che la femmina nutre i piccoli con i pesci mantenuti a macerare nella sacca membranosa che pende dalla mandibola inferiore. Per estrarre il cibo, preme il becco contro il petto, dando l'impressione che se lo stia trafiggendo per farne uscire sangue per nutrire i piccoli. Tale immagine divenne quindi nel medioevo il simbolo di Cristo che si immola per la salvezza dell’umanità e l’amore della Chiesa per i suoi fedeli.

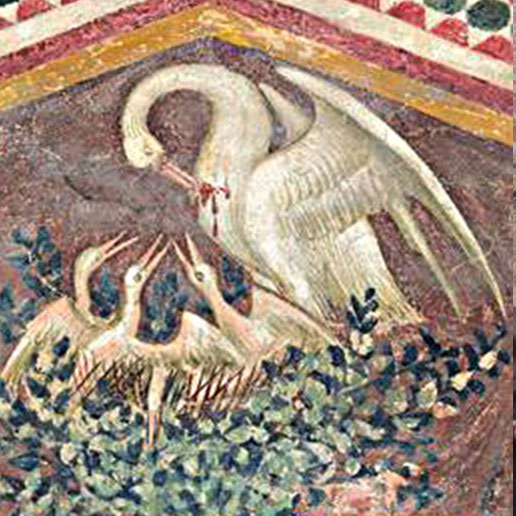
Jacopo di Mino del Pellicciaio- Crocifissione (part.), pellicano che si squarcia il petto, simbolo dell'amore per il prossimo

L’affresco sicuramente corrisponde alla fase iniziale della carriera di Jacopo, quando ricevette committenze legate prevalentemente all'Ordine francescano ed il suo stile era chiaramente influenzato da Pietro Lorenzetti. Infatti, come fa notare il Bellosi, alcune parti dell’opera mostrano nei tratti facciali, nella forma quasi duecentesca delle mani, nei tipi stessi, dei forti agganci con il maggiore dei fratelli Lorenzetti. Ma giá in quest’opera, prosegue il Bellosi, è innegabile l’attenzione a Simone Martini e alla sua bottega che caratterizzerà la seconda fase della carriera di Jacopo e che lo porterà ad essere il capostipite della generazione di artisti senesi, tra i quali Bartolo di Fredi, Andrea Vanni e Paolo di Giovanni Fei,  da alcuni chiamati neomartiniani, che operarono nella seconda metá del secolo XIV.